# Imre Szacsvay (avocat)
Imre Szacsvay (n. 1 noiembrie 1818, Chișirid, Imperiul Austriac – d. 24 octombrie 1849, Pesta, Regatul Ungariei) a fost un avocat și om politic maghiar, care a luat parte la Revoluția Maghiară din 1848 și, după înăbușirea acesteia, a fost condamnat la moarte și executat de autoritățile austriece.

## Biografie
S-a născut în anul 1818 în satul Chișirid din comuna Nojorid (pe atunci în comitatul Bihor al Imperiului Austriac, azi în județul Bihor al României) și a fost botezat în biserica romano-catolică din satul Șauaieu. Tatăl său era șeful ocolului silvic al Episcopiei Catolice de Oradea. Imre Szacsvay a absolvit cursurile Liceului Romano-Catolic din Oradea, după care a urmat studii juridice la Academia Regală de Drept de la Kassa, devenind avocat în urma unui examen susținut la Pojon (Bratislava). Începând din 1834 s-a alăturat deputatului Ödön Beöthy (1796–1854), șeful opoziției reformist liberale din comitatul Bihor, și a lucrat un timp ca funcționar al Adunării Naționale. În anul 1840 s-a întors la Oradea, unde a deschis apoi un cabinet de avocat și a îndeplinit mai multe funcții publice.
În primăvara anului 1848 Imre Szacsvay a participat ca reprezentant al liberalilor la evenimentele de început ale Revoluției Maghiare. A avut un rol activ în promovarea ideilor revoluționare în orașul Oradea și a contribuit la mobilizarea cetățenilor orădeni în dimineața zilei de 13 martie 1848. Szacsvay a fost un susținător al lui Lajos Kossuth, care l-a numit la 10 mai 1848 în funcția de procuror al comitatului Oradea. A fost ales deputat de Oradea (Várad-Újváros și Várad-Olaszi) în Adunarea Națională a Ungariei la 24 iunie 1848, iar, după mutarea sediului parlamentului la Debrețin, a devenit la 13 ianuarie 1849 secretar-notar al Camerei Reprezentanților.
În cursul anului 1849 a început să se radicalizeze și a devenit la 5 aprilie 1849 membru fondator și apoi unul dintre principalii politicieni ai Partidului Radical, al cărui program a inclus independența Ungariei. La 13 aprilie 1849, în calitate de reprezentant al revoluționarilor maghiari din comitatul Bihor, a susținut moțiunea lui Kossuth de detronare a Casei de Habsburg și a participat activ la redactarea Declarației de Independență a Ungariei, fiind unul dintre semnatarii ei. Radicalismul lui Szacsvay s-a manifestat printr-o serie de propuneri legislative precum secularizarea averilor bisericești și distribuirea lor către populație.
După înfrângerea Revoluției Maghiare din 1848 și semnarea Păcii de la Șiria, a plecat la Oradea și s-a ascuns în satul bihorean Arpășel, dar a fost capturat de comisarul imperial Péter Jósa și transportat în stare de arest la Pesta. Autoritățile imperiale l-au acuzat de insurgență și trădare prin redactarea și semnarea Declarației de Independență; Szacsvay a respins aceste acuzații, considerând că și-a făcut doar datoria față de națiunea sa. A fost condamnat la moarte și apoi, la 24 octombrie 1849, a fost executat prin spânzurare la Pesta. Motivul condamnării lui la moarte a fost sintetizat ulterior astfel: „Doar o trăsătură de pană i-a fost vina” (în maghiară Egy tollvonás volt bűne).
Imre Szacsvay a fost înmormântat în cimitirul Kerepesi din Budapesta într-un mormânt care a rămas nemarcat timp de 21 de ani. La 1 noiembrie 1870 pe mormântul său și al altor opt patrioți maghiari a fost ridicat un monument comemorativ.

## In memoriam

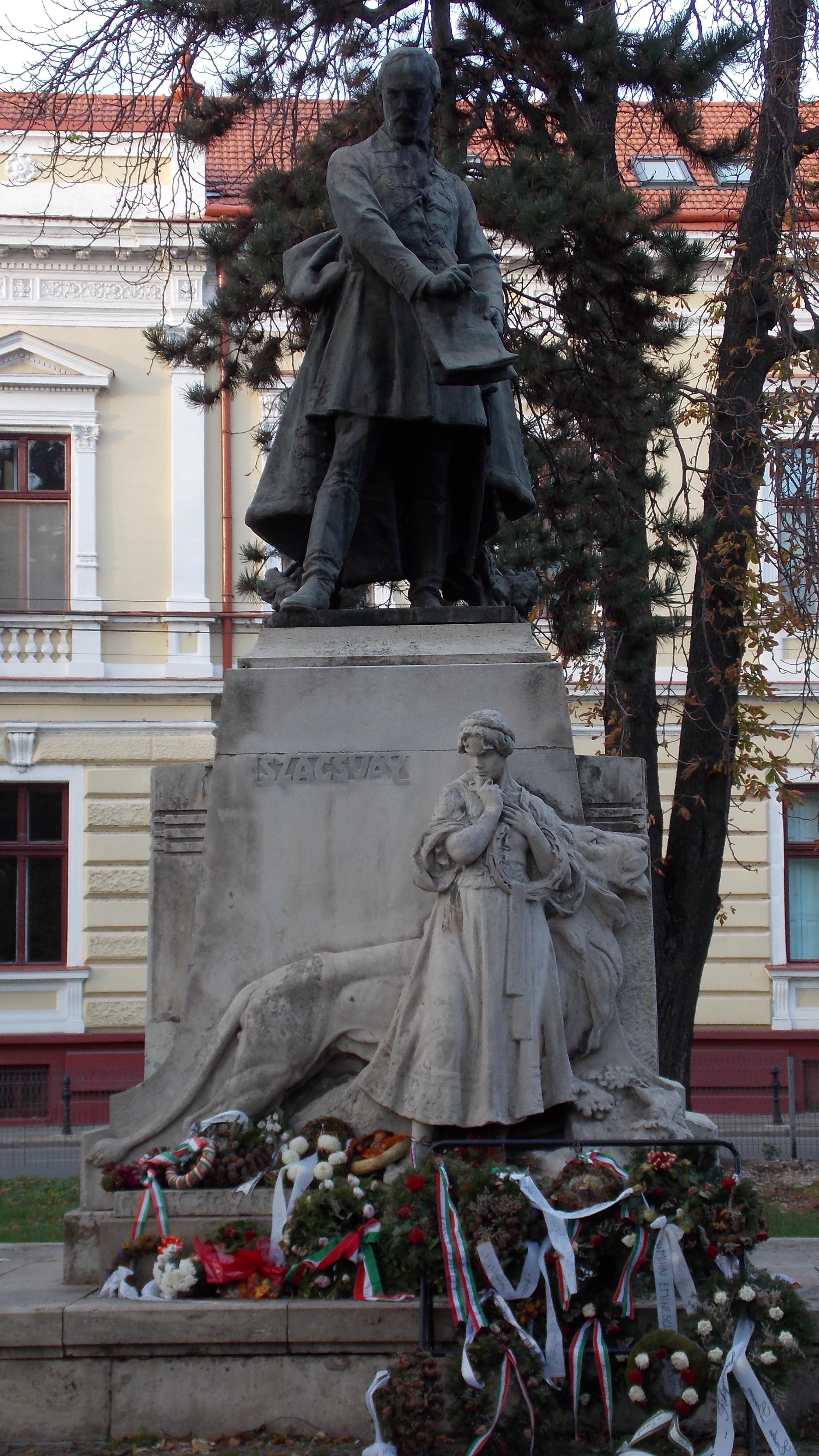
Monumentul lui Imre Szacsvay din Oradea

Un monument din bronz al revoluționarului pașoptist Imre Szacsvay a fost realizat de sculptorul Ede Margó și dezvelit la 15 martie 1907 în Parcul Milenar (azi Parcul Libertății) din Oradea. Statuia a devenit un loc de pelerinaj al patrioților maghiari cu ocazia zilelor festive, mai ales în ziua de 15 martie, când se sărbătorește Ziua Maghiarilor de pretutindeni. Monumentul a fost demontat de autoritățile române în iunie 1937 și depozitat într-o magazie, dar a fost reinstalat pe vechiul amplasament de autoritățile maghiare la 5 mai 1942, după anexarea nord-vestului Transilvaniei la Ungaria prin Dictatul de la Viena din 1940. Autoritățile comuniste române au mutat statuia din locul ei, dar nici nu au efectuat lucrări de restaurare, iar astfel monumentul lui Szacsvay a început să se degradeze. El a fost înscris în lista monumentelor istorice ale României în anul 1997, după răsturnarea regimului comunist, și trecut în patrimoniul municipiului Oradea. Primele lucrări de reabilitare a monumentului au fost realizate în anii 2015-2016, la inițiativa și prin eforturile organizației UDMR Bihor, și au vizat atât statuia, cât și soclul din piatră și spațiul adiacent. Monumentul a fost dezvelit din nou la 15 martie 2016.

## Lucrări
- Népkívánatok (Oradea, 1848)